# Ectoedemia lindquisti
The Small Birch Leafminer (Ectoedemia lindquisti) là một loài bướm đêm thuộc họ Nepticulidae. Nó được tìm thấy ở Bắc Mỹ.
Ấu trùng ăn Betula species. Chúng ăn lá nơi chúng làm tổ.